# Scorpaenopsis venosa
Scorpaenopsis venosa és una espècie de peix pertanyent a la família dels escorpènids.

## Descripció
- Fa 25 cm de llargària màxima.
- Té espines verinoses.[6][7]

## Hàbitat
És un peix marí, associat als esculls de corall i de clima tropical que viu entre 30-95 m de fondària.

## Distribució geogràfica
Es troba des de l'Àfrica oriental fins a Papua Nova Guinea, Taiwan, les Filipines i la Gran Barrera de Corall.

## Observacions
És verinós per als humans.